# Protestes anticonfinaments per COVID-19 a la Xina
El 15 de novembre de 2022, van començar a la Xina una sèrie de protestes contra els confinaments i restriccions per COVID-19 i es van intensificar el 25 de novembre. Les protestes van començar en resposta a les mesures preses pel govern xinès per prevenir la propagació de COVID-19 al país, inclosa la implementació d'una política de zero COVID. El descontentament amb la política ha crescut des del començament de la pandèmia, degut als molt estrictes confinaments amb moltes persones a casa sense feina, deixant-les sense poder comprar les necessitats diàries i sotmetent-les a dures restriccions.
Si bé les protestes a petita escala van començar a principis de novembre, van esclatar disturbis civils generalitzats després d'un incendi mortal a Ürümchi que va matar deu persones, tres mesos després d'un confinament molt estricte a Xinjiang.
Els manifestants van exigir la fi de la política de zero COVID del govern i els confinaments continus que sovint s'han imposat sobtadament i sense avís previ.

## Antecedents
Des del començament de la pandèmia de COVID-19 a la Xina el govern xinès ha fet un ús extensiu dels confinaments i restriccions per controlar els brots de COVID-19 en un esforç per implementar una política de COVID zero. Aquestes restriccions van començar amb el confinament de Wuhan al gener de 2020 i aviat es van estendre a altres ciutats i municipis, inclosos Xangai i el Xinjiang. A mesura que aquests confinaments es van generalitzar ha anat creixent l'animadversió cap a aquestes polítiques i un cert grau de dissidència. L'abril del 2022, el govern xinès va imposar un confinament a Xangai, generant indignació a les xarxes socials Sina Weibo i WeChat i preocupació pels efectes econòmics de la decisió, així com per l'escassetat d'aliments i la no possibilitat de treballar. Aquest descontentament es va veure exacerbat pels informes sobre les males condicions als hospitals improvisats i l'aplicació molt contundent i estricte de les quarantenes.
Amb la propagació de les variants més infeccioses com l'òmicron es van intensificar aquestes queixes. A mesura que s'estenien aquestes variants, la confiança pública es va deteriorar, amb una estratègia de censura ineficaç i una política insostenible per a l'economia xinesa.
L'11 de novembre, el govern xinès va anunciar pautes noves i detallades sobre les mesures de COVID-19 en un intent de facilitar la política de COVID zero a les autoritats locals, però la realitat va ser unes conseqüències molt dispars segons la regió: Shijiazhuang va aixecar temporalment la majoria de les restriccions després de l'anunci, mentre que altres ciutats van continuar amb restriccions estrictes. Després de la implementació de les noves directrius, es va produir un brot de COVID-19 a diverses regions de la Xina.

## Protestes
Diverses ciutats a la Xina van protestar contra les restriccions promogudes pel govern central emmarcades en la política de COVID zero. Xina ha experimentat un enduriment de les mesures repressives amb el govern de Xi Jinping. En aquesta ocasió i, per evitar la seva detenció, els manifestans que sortiren als carrers en protesta ho feren portant fulls en blanc a mode de pancarta. Aquesta pràctica es va estendre a la majoria de ciutats xineses, a Hong Kong i a la resta del món. Alguns mitjans de comunicació batejaren aquest moviment com la «revolució del paper en blanc».

### Canton
Els residents del districte de Haizhu van protestar de nit pels carrers del districte, trencant les barreres de metall que marquen els límits del confinament i exigint la fi del tancament. A Haizhu hi viuen molts treballadors migrants de fora de la província, que es van quedar sense feina ni tenir ingressos durant els confinaments. En vídeos difosos en línia, els residents també van criticar les cues d'una hora per a les proves de COVID-19, la incapacitat de comprar productes frescos i assequibles i la manca de suport del govern local.

### Chongqing
A Chongqing es va filmar un home donant un discurs al seu complex residencial, proclamant en veu alta "Doneu-me la llibertat o donin-me la mort!" davant dels crits i aplaudiments de la multitud. Quan les forces de l'ordre van intentar arrestar-lo, la multitud va lluitar contra la policia i van aconseguir que no ho fessin, encara que més tard el van detenir. L'home va ser anomenat a internet l'"heroi de Chongqing". Els vídeos on apareixia van circular ràpidament malgrat la censura.

### Zhengzhou
A Zhengzhou els treballadors d'una fàbrica de Foxconn es van enfrontar amb les forces de seguretat i la policia el 23 de novembre pels salaris baixos i les estrictes restriccions de la COVID-19. Els treballadors van expressar les seves demandes en vídeos difosos a les xarxes socials xineses, al·legant que Foxconn no els va proporcionar les bonificacions i els paquets salarials promesos. Segons un treballador, Foxconn els va dir als nous empleats que rebrien un bonus al març i al maig de 2023, molt després de l'Any Nou Lunar xinès quan més es necessitaven els diners. Els manifestants també van acusar Foxconn de no separar els treballadors positius en COVID, i l'estricte confinament al campus de la fàbrica. Les xarxes socials es van omplir de vídeos de les protestes on la policia es va enfrontar als treballadors amb porres i barres de metall, mentre que els treballadors llançaven objectes i bolcaven els vehicles policials.
Setmanes abans, la fàbrica havia negat als treballadors la possibilitat d'anar-se'n, com a part d'una política nacional que exigia COVID zero alhora que intentava mantenir les fàbriques obertes i l'economia en funcionament. Es van difondre vídeos de treballadors que abandonaven la ciutat a peu per tornar a casa desafiant les mesures.
En resposta a la protesta, Foxconn va oferir 10.000 iuans (al voltant de 1.400 euros) als treballadors que volguessin renunciar a les seves feines i abandonar la fàbrica.

### Ürümchi
El 24 de novembre de 2022, un incendi en un edifici a Ürümchi va matar 10 persones i en va ferir 9 en una zona residencial en quarantena. La regió de Xinjiang ja duia en estricte confinament durant tres mesos en aquell moment. Durant aquest temps, els vídeos i imatges que circulaven a les xarxes socials xineses mostraven persones que no podien comprar articles de primera necessitat, com aliments i medicines. La població va acusar al govern d'impossibilitar el pas dels bombers a l'edifici en flames. El 25 de novembre, la gent d'Ürümchi va marxar pels carrers en senyal de protesta, exigint la fi de les dures mesures de confinament.

### Pequín
Almenys 1.000 persones es van reunir al llarg de la tercera carretera de circumval·lació de Pequín per protestar per les restriccions de COVID-19. Els estudiants de la Universitat de Tsinghua van protestar al campus.

### Lanzhou
El 26 de novembre, van circular per les xarxes socials imatges de manifestants a Lanzhou destruint tendes de campanya i cabines per a proves de COVID-19. Els manifestants van al·legar que se'ls havia confinat tot i que no hi va hagués casos positius.
A principis de novembre, va circular a les xarxes socials el cas a Lanzhou d'un nen de 3 anys que va morir abans que pogués ser atès a l'hospital a causa de les mesures de confinament.

### Xangai
Des del 23 de novembre de 2022, hi ha hagut protestes a Xangai contra les polítiques del govern. La policia va utilitzar gas pebre per dispersar els manifestants, va tancar carrers i va arrestar alguns assistents. Una fotografia semblava mostrar a la policia traient el rètol del carrer Urumqi, on van tenir lloc la majoria de les protestes.

### Wuhan
Centenars de persones van protestar a Wuhan el 27 de novembre, moltes de les quals van saltar les barreres que envoltaven les comunitats i barris, mentre es corejaven càntics exigint la renúncia de Xi.

### Dali
El dia 27 de novembre, dotzenes de persones van sortir als carrer de Dali, van tocar guitarres i van mostrar papers blancs per protestar per les dures restriccions imposades pel govern.

## Reaccions

### Nacional
El portaveu del Ministeri d'Afers Exteriors xinès, Zhao Lijian, va dir en una conferència que "A les xarxes socials hi ha forces amb motius ocults que relacionen aquest foc amb la resposta local a la COVID-19" i "Creiem que amb el lideratge de la Partit Comunista Xinès i el suport al poble xinès, la nostra lluita contra la COVID-19 tindrà èxit". Pel que fa al cas del periodista de la BBC News Edward Lawrence va, Zhao va remarcar que havia estat detingut breument a Xangai per no haver-se identificat degudament.

#### Censura
Els censors d'Internet van censurar les imatges i vídeos que circulaven a les xarxes socials, però després van començar a circular a Twitter que ha estat bloquejat pel Gran Tallafocs que bloqueja l'entrada d'informació a la Xina. Per evitar la censura, els manifestants utilitzaven papers en blanc, grafits i fins i tot equacions matemàtiques per expressar el seu descontentament. Les equacions de Friedmann, expressions cosmològiques que estimen la taxa d'expansió de l'univers, es van utilitzar com a paral·lelisme que el cosmos s'obrirà eventualment, en referència als confinaments i al país.

### Internacionals
- Canadà: La nit del 27 de novembre, manifestants davant del consolat xinès a Toronto van plantar espelmes i cridar consignes per les víctimes de l'incendi d'Urumqi.
- Catalunya: El 27 de novembre, al centre de Barcelona, la gent va col·locar espelmes i flors, així com cartrons amb l'eslògan "Urumqi, estem amb tu".[20]
- Estats Units: Al matí del 27 de novembre, representants uigurs del sud de Califòrnia, activistes pro-democràcia, representants de l'Associació d'Artistes Visuals i la Milk Tea Alliance formada per Hong Kong, Taiwan, Myanmar, Tailàndia es van reunir davant del consolat xinès a Los Angeles en senyal de dol per les víctimes de l'incendi. Al lloc dels fets, la gent va cridar consignes com "Abaix el Partit Comunista Xinès".[21]
- França: El 27 de novembre al vespre, a la plaça de la Bastilla, a París, diversos francesos van mostrar imatges amb les lletres "Carrer d'Urumqi" davant de la Bastilla, que simbolitzaven l'eliminació del senyal de trànsit "Carrer d'Urumqi" a Xangai i prop del Centre Pompidou sostenint rètols i papers en blanc.[22]
- Irlanda: A la plaça del minaret de Dublín, ciutadans d'origen xinès van col·locar espelmes en senyal de dol i van resar al voltant del minaret.[23]
- Japó: El 27 de novembre al vespre, a la planta baixa de la sortida oest de Shinjuku, Tòquio, els xinesos d'ultramar es van reunir, col·locar flors i espelmes a terra per les víctimes de l'incendi d'Urumqi.[24]
- País Valencià: A les 8 del vespre del mateix dia 27, a València un grup de gent es va reunir a la Plaça Municipal on també va col·locar flors i espelmes en senyal de dol pels morts.[20]
- Països Baixos: A la plaça Dam d'Amsterdam, els xinesos d'ultramar que viuen als Països Baixos van col·locar espelmes i cordes de llum a terra, sostenint paper blanc a les mans.[23]
- Regne Unit: A les 9 del vespre del dia 27 de novembre, fora de l'ambaixada xinesa a Londres algunes persones van celebrar un acte de dol i es poder veure bandera de la República de la Xina i la bandera blava del Turquestan Oriental A la Universitat de Birmingham es van poder llegir cartells amb consignes com "El PCX ens va matar, no el COVID" i a la Universitat de Sheffield els estudiants internacionals de la Xina van instal·lar rams de flors, espelmes i rètols de protesta a terra.[23][25]
- Singapur: A mitjanit del 28 de novembre, estudiants de moltes universitats d'art van enganxar papers en blanc a l'escola, simbolitzant el suport silenciós.

- Taiwan: El 27 al vespre, a la plaça de la Llibertat de Taipei, la gent va mostrar espontàniament flors i rètols en solidaritat amb el poble de la República Popular de la Xina. Wang Dan i Zhou Fengsuo s'hi van aconstar a donar suport.[26]